# Dwight Shefler
Dwight Shefler (Brookline, Massachusetts, ? – ?) világbajnoki ezüstérmes amerikai jégkorongozó.
Az 1931-es jégkorong-világbajnokságon ezüstérmes lett. Mind a 6 mérkőzésen játszott 2 gólt lőtt.